# Jubiläumsradweg
Der Jubiläumsradweg „R1“ ist eine durchgehende Nord-Süd-Radwegverbindung im Burgenland, der die nördlichste Gemeinde des Burgenlandes (Kittsee) mit der südlichsten (Neuhaus am Klausenbach, Ortsteil Kalch) verbindet. Er hat eine Länge von ungefähr 310 Kilometern. Diese setzten sich aus der Hauptroute (Kittsee – Kalch) mit 276 km und der Zubringerroute (Pamhagen – Weiden am See) mit 38 km zusammen.
2001 wurde dieser Radweg anlässlich des 80-jährigen Bestehens des Burgenlandes eröffnet und nach diesem Jubiläum benannt. Dieser setzt sich aus vorhandenen Radwegen zusammen und wurde durchgehend einheitlich beschildert.
Die Strecke des Nord-Süd-Radweges führt von Kittsee (oder Pamhagen) über den Neusiedler See, Eisenstadt, Mattersburg, Lockenhaus, Schlaining, Stegersbach, Heiligenbrunn bis nach Kalch.
In Kittsee besteht die Möglichkeit, über Berg auf den Radfernweg Donauradweg (sowie Atlantik - Schwarzes Meer (EV6)) zu fahren, welcher ca. 5 km entfernt ist.

## Sehenswertes entlang der Strecke
- Grabhügel von Donnerskirchen
- Eisenstadt mit dem Esterhazy-Schloss
- Burgruine Landsee
- Naturpark Geschriebenstein-Írottkő
- Burg Lockenhaus
- Naturpark Geschriebenstein
- Burg Güssing
- Schloss Tabor